# 长根老鹳草
长根老鹳草（学名：Geranium donianum）是牻牛儿苗科老鹳草属的植物。分布在锡金、尼泊尔、不丹以及中国大陆的云南、甘肃、青海、西藏、四川等地，生长于海拔3,000米至4,500米的地区，见于灌丛、高山草甸和高山林缘，目前尚未由人工引种栽培。

## 别名
高山老鹳草（云南种子植物名录）

## 异名
- Geranium farreri Stapf